# Peter Grossmann
Peter Grossmann (* 22. April 1933 in Potsdam; † 14. Oktober 2021 in Athen) war ein deutscher Bauforscher, der sich insbesondere um die Erforschung der Architektur des spätantiken römischen und koptischen Ägyptens verdient gemacht hat.

## Leben
Er war der Älteste der vier Kinder des Geodäten Walter Großmann und Ilse geb. Stackfleth. Während seines Italienaufenthaltes änderte er im Nachnamen das „ß“ zu „ss“.
Peter Grossmann wuchs in Potsdam, Hamburg und Hannover auf, wo er 1955 an der Bismarckschule das Abitur ablegte. Nach einem dreimonatigen Baupraktikum studierte er vom WS 1955 bis zum WS 1962 an der Universität Karlsruhe Architektur und schloss 1962 mit dem Titel eines Dipl.-Ing. ab. 1970 wurde er im Fach Architekturgeschichte zum Dr.-Ing. promoviert.
Von September 1962 bis Februar 1964 war er wissenschaftlicher Mitarbeiter an der Abteilung Rom des Deutschen Archäologischen Instituts und nahm an Arbeiten in Pompeji, Ravenna, Rom und Nubien teil. 1964/65 erhielt er das Reisestipendium des Deutschen Archäologischen Instituts und bereiste die Mittelmeerländer. Im Herbst 1965 ging er als wissenschaftlicher Mitarbeiter an die Abteilung Athen des Deutschen Archäologischen Instituts, wo er an Grabungen in Tiryns teilnahm.
Im November 1965 wurde er Referent für Baugeschichte an der Abteilung Kairo des Deutschen Archäologischen Instituts. Im Mai 1998 trat er in den Ruhestand, war aber auch weiterhin als Grabungsleiter tätig. Von Kairo aus leitete er die Grabungskampagnen in Abu Mina (jährlich von 1969 bis 2003), im Kloster des Apa Jeremias in Sakkara (1970–1972, 1974, 1979, 1980), in der Stadt und den Kirchen von Makhura (1979), in Luxor (Kirche vor dem Pylon des Ammon-Tempels, 1983), in Stadt und Kirche von Pharan (Firan, Sinai; 1984–1986, 1990, 1992, 1995, 1996, 1998, 2000–2002, 2005), in der Pachomios-Basilika von Faw Qibli sowie in der Südkirche von Hermopolis Magna (1991).
1971 wurde er korrespondierendes, 1981 ordentliches Mitglied des Deutschen Archäologischen Instituts, seit 1986 war er Direktor des Kairener Büros der International Association for Coptic Studies, ebenfalls seit 1986 Mitglied des Direktoriums der Société d’Archéologie Copte.

## Schriften (Auswahl)
- S. Michele in Africisco zu Ravenna. von Zabern, Mainz 1973 (Dissertation).
- Elephantine II. Kirche und spätantike Hausanlagen im Chnumtempelhof. von Zabern, Mainz 1980.
- Mittelalterliche Langhauskuppelkirchen und verwandte Typen in Oberägypten (= Abhandlungen des Deutschen Archäologischen Instituts, Kairo, Koptische Reihe. 3). Augustin, Glückstadt 1982.
- mit Friedrich Wilhelm Deichmann: Nubische Forschungen. Gebr. Mann, Berlin 1988, ISBN 3-7861-1512-5.
- Abu Mina I. Die Gruftkirche und die Gruft (= Archäologische Veröffentlichungen. 44). von Zabern, Mainz 1989.
- Die antike Stadt Pharan. Ein archäologischer Führer. Archbishopric of Sinai and the Womens Convent of Firan, Kairo 1998.
- Christliche Architektur in Ägypten (= Handbuch der Orientalistik. 1, 62). Brill, Leiden 2002.
- Abu Mina II. Das Baptisterium (= Archäologische Veröffentlichungen. 54). von Zabern, Mainz 2003.
- mit Hans-Georg Severin: Frühchristliche und byzantinische Bauten im südöstlichen Lykien (= Istanbuler Forschungen. 46) Wasmuth, Tübingen 2003.
- Abu Mina IV. Das Ostraka-Haus und die Weinpresse. Harrassowitz, Wiesbaden 2019, ISBN 978-3-447-11063-1.